# Tony Todd
Anthony Tiran Todd, detto Tony (Washington, 4 dicembre 1954 – Marina del Rey, 6 novembre 2024), è stato un attore e doppiatore statunitense, noto principalmente per aver interpretato Candyman, personaggio cinematografico antagonista dell'omonima serie horror, e Kurn nel franchise di fantascienza Star Trek.

## Biografia
Tony Todd crebbe a Hartford, Connecticut. Fece parte dei boy scout e si laureò all'università del Connecticut.
Recitò in molti film tra cui Platoon, The Rock, La notte dei morti viventi, Il corvo - The Crow (dove interpretò il ruolo di Grange, il braccio destro di Top Dollar), Final Destination, Final Destination 2 e Final Destination 5. Partecipò a molte serie televisive tra cui Hercules, Xena - Principessa guerriera, Law & Order, Boston Public, X-Files, Stargate SG-1, Smallville, Criminal Minds e 24. Prestò la sua voce a The Fallen (ossia, in italiano, "il Caduto"), il personaggio cattivo dei Transformers, nel secondo film del 2009.
Nel 1990 entrò a far parte del franchise di fantascienza Star Trek, interpretando il personaggio di Kurn/Rodek nelle serie televisive Star Trek: The Next Generation, negli episodi I peccati del padre (Sins of the Father, 1990), La via dei Klingon (prima parte) (Redemption: Part I, 1991) e La via dei Klingon (seconda parte) (Redemption: Part II, 1991), e nella serie televisiva Star Trek: Deep Space Nine, nell'episodio I figli di Mogh (The Sons of Mogh, 1995). L'attore prestò inoltre la voce al personaggio nei videogiochi Star Trek: The Next Generation: Klingon Honor Guard (1998), come Kurn, e Star Trek Online (2010), come Rodek. Oltre a interpretare Kurn/Rodek, interpretò la versione adulta di Jake Sisko nell'episodio di Deep Space Nine, Il visitatore (The Visitor, 1995); l'Hirogeno Alpha, nell'episodio di Star Trek: Voyager, Prede (Prey, 1998); ha prestato inoltre la voce a Korban, nel videogioco Star Trek: Elite Force II (2003).
Dal 2013 al 2019 prese parte alla serie My Little Pony - L'amicizia è magica dove doppiò Sombra.
È morto il 6 novembre 2024 per complicazioni del tumore allo stomaco di cui soffriva da tempo.

## Vita privata
Ebbe due figli.

## Filmografia

### Attore

#### Cinema
- Sleepwalk, regia di Sara Driver (1986)
- Platoon, regia di Oliver Stone (1986)
- Manhattan Warriors (Enemy Territory), regia di Peter Manoogian (1987)
- Colors - Colori di guerra (Colors), regia di Dennis Hopper (1988)
- Bird, regia di Clint Eastwood (1988)
- La notte dei morti viventi (Night of the Living Dead), regia di Tom Savini (1990)
- Candyman - Terrore dietro lo specchio (Candyman), regia di Bernard Rose (1992)
- Il corvo - The Crow (The Crow), regia di Alex Proyas (1994)
- L'inferno nello specchio (Candyman 2) (Candyman 2: Farewell to the Flesh), regia di Bill Condon (1995)
- The Rock, regia di Michael Bay (1996)
- Sabotage, regia di Tibor Takács (1996)
- Wishmaster - Il signore dei desideri (Wishmaster), regia di Robert Kurtzman (1997)
- Butter, regia di Peter Gathings Bunche (1998)
- Segreto militare (The Pandora Project), regia di Jim Wynorski e John Terlesky (1998)
- Candyman - Il giorno della morte (Candyman: Day of the Dead), regia di Turi Meyer (1999)
- Final Destination, regia di James Wong (2000)
- Il segreto (Le Secret), regia di Virginie Wagon (2000)
- Final Destination 2, regia di David R. Ellis (2003)
- Murder-Set-Pieces, regia di Nick Palumbo (2004)
- La profezia – Prima della fine (The Prophecy: Forsaken), regia di Joel Soisson (2005)
- Minotaur, regia di Jonathan English (2006)
- Hatchet, regia di Adam Green (2006)
- The Strange Case of Dr. Jekyll and Mr. Hyde, regia di John Carl Buechler (2006)
- L'uomo che venne dalla Terra (The Man from Earth), regia di Richard Schenkman (2007)
- Final Destination 5, regia di Steven Quale (2011)
- Dust of war, regia di Andrew Kightlinger (2013)
- The Debt Collector, regia di Jesse V. Johnson (2018)
- West of Hell, regia di Michael Steves (2018)
- Hell Fest, regia di Gregory Plotkin (2018)
- Candyman, regia di Nia DaCosta (2021)
- Stream (2024)
- Final Destination Bloodlines, regia di Zach Lipovsky e Adam Stein (2025) (postumo)

#### Televisione
- L'ultima Africa (Ivory Hunters), regia di Joseph Sargent – film TV (1990)
- Star Trek: The Next Generation – serie TV, episodi 3x17-4x26-5x01 (1990-1991)
- X-Files (The X-Files) – serie TV, episodio 2x04 (1994)
- Star Trek: Deep Space Nine – serie TV, episodi 4x03-4x15 (1995-1996)
- Hercules (Hercules: The Legenday Journeys) – serie TV, episodi 1x10-5x01 (1995-1998)
- La signora in giallo (Murder, She Wrote) – serie TV, episodio 12x23 (1996)
- Beverly Hills 90210 – serie TV, 1 episodio (1996)
- Xena - Principessa guerriera (Xena: Warrior Princess) – serie TV, episodio 2x21 (1997)
- True Women - Oltre i confini del west (True Women), regia di Karen Arthur – film TV (1997)
- Star Trek: Voyager – serie TV, episodio 4x16 (1998)
- Smallville – serie TV, episodio 1x08 (2001)
- Streghe (Charmed) – serie TV, episodio 5x09 (2002)
- CSI: Miami – serie TV, episodio 1x11 (2002)
- Boston Public – serie TV, episodi 2x18-3x08 (2002)
- Fattore di controllo (Control Factor), regia di Nelson McCormick – film TV (2003)
- 24 – serie TV, 7 episodi (2004-2009)
- Criminal Minds – serie TV, episodio 1x07 (2005)
- Stargate SG-1 – serie TV, episodi 9x08-9x11-9x18 (2005-2006)
- Boston Legal – serie TV, episodio 4x02 (2007)
- Senza traccia (Without a Trace) – serie TV, episodio 6x03 (2007)
- Chuck – serie TV, 10 episodi (2007-2011)
- 24: Redemption, regia di Jon Cassar – film TV (2008)
- Psych – serie TV, episodio 4x07 (2010)
- Dead of Summer - serie TV, 2 episodi (2016)
- Scream – serie TV, episodio 3x01 (2019)

### Doppiatore
- Star Trek: The Next Generation: Klingon Honor Guard – videogioco (1998)
- Star Trek: Elite Force II – videogioco (2003)
- Final Destination 3, regia di James Wong (2006)
- Transformers - La vendetta del caduto (Transformers: Revenge of the Fallen), regia di Michael Bay (2009)
- Batman: The Brave and the Bold – serie animata, episodio 1x15 (2009)
- Star Trek Online – videogioco (2010)
- Dota 2 – videogioco (2011)
- Call of Duty: Black Ops II – videogioco (2012)
- Lego DC Comics Super Heroes: Justice League vs. Bizarro League, regia di Brandon Vietti (2015)
- Lego DC Super Heroes: Justice League: Legion of Doom all'attacco (Lego DC Comics Super Heroes: Justice League – Attack of the Legion of Doom), regia di Rick Morales (2015)
- Night of the Living Dead: Darkest Dawn, regia di Zebediah De Soto, Krisztian Majdik (2015)
- Sym-Bionic Titan – serie animata, episodio 1x06 (2009)
- Young Justice – serie animata, 2 episodi (2012-2013)
- Be Cool, Scooby-Doo! – serie animata, 2 episodi (2017)
- Il regno dei Superman (Reign of the Supermen), regia di Sam Liu (2019)
- Justice League Dark: Apokolips War, regia di Matt Peters, Christina Sotta (2020)
- Masters of the Universe: Revelation – serie animata (2021-2024)
- Marvel's Spider-Man 2 – videogioco (2023)
- Dota: Dragon's Blood – serie animata (2021-2022)
- Indiana Jones e l'antico cerchio – videogioco (2024)

## Doppiatori italiani
Nelle versioni in italiano delle opere in cui ha recitato, Tony Todd è stato doppiato da:
- Roberto Draghetti in True Women - Oltre i confini del West, CSI: Miami, Minotaur, Hatchet, Senza traccia, L'uomo che venne dalla Terra, Frankenstein
- Massimo Corvo in Candyman - Terrore dietro lo specchio, Candyman 2 - L'inferno nello specchio, La profezia – Prima della fine, Chuck, Hawaii Five-0
- Paolo Marchese ne Il segreto, 24: Redemption, 24 (st. 7), Xena - Principessa guerriera
- Alessandro Rossi in Final Destination 2, Night Stalker, Criminal Minds, Psych
- Dario Oppido in The Debt Collector, Hell Fest, Final Destination Bloodlines
- Diego Reggente in Sabotage, Smallville, Stargate SG-1
- Claudio Fattoretto ne La notte dei morti viventi, Boston Legal
- Angelo Nicotra in The Rock, Fattore di controllo
- Stefano De Sando in Hercules
- Mario Cordova in Law & Order - I due volti della giustizia
- Antonio Sanna ne L'ultima Africa
- Maurizio Fardo ne Il corvo - The Crow
- Dario Penne in Star Trek: The Next Generation
- Ambrogio Colombo in Star Trek: Deep Space Nine (ep. 4x03)
- Massimo Lodolo in Star Trek: Deep Space Nine (ep. 4x15)
- Gerolamo Alchieri in Star Trek: Voyager
- Franco Zucca in X-Files, Candyman - Il giorno della morte
- Ennio Coltorti in Final Destination
- Stefano Mondini in 24 (ep. 3x15)
- Alessandro D'Errico in Masters of Horror
- Roberto Fidecaro in Riverdale

Da doppiatore è sostituito da:
- Gaetano Varcasia in Transformers - La vendetta del caduto
- Michele Gammino in The Flash
- Francesco Rizzi in Marvel's Spider-Man 2
- Renzo Ferrini in Indiana Jones e l'antico cerchio